# Ransbeek
Ne doit pas être confondu avec Château-ferme de Moriensart.
Ransbeek ou Ransbeek-Heembeek aussi connu sous le nom de Moriensart, était un hameau de la commune de Neder-Over-Heembeek, situé au nord du centre historique de la paroisse de Neder-Heembeek. Le hameau était à la jonction du canal avec la vieille route de campagne menant à Machelen, Diegem et Haren.
Le bâtiment le plus important dans le hameau était le château de Crayenhove ou Crayenhoven aussi appelé par la suite château Moriensart. Ce château était le siège de la seigneurie de Crayenhove et Ransbeek. Il fut détruit en 1930.
On y trouvait également un second château ferme dit de Ransbeek qui est visible sur la carte de Ferraris. Ce dernier fut détruit avant 1835.

## Histoire
La première attestation du lieu-dit date de 1321 si on ne tient pas compte de la bataille de Ransbeek mais certains auteurs doutent du caractère veridique de cette bataille .
Celle-ci se serait déroulée dans la localité de Ransbeek en 1142 ou en 1147.L'existence de cette bataille serait toutefois prouvée par une charte qui s'y réfère, accordée en 1179 par l'Amman, le bourgmestre et les échevins de Bruxelles au profit de la jurande des faiseurs de piques et de harnais .
Au nord de Ransbeek, se trouvait , à cheval sur le territoire de la ville de Vilvorde, l'écluse de Ransbeek, également appelée écluse des Trois Fontaines. Cette écluse a disparu avec les projets de modernisation qui commencèrent en 1900. Le château de Moriensart ainsi que l'écluse sont tous les deux visibles sur le Carte de Ferraris, qui a été faite à la fin du XVIIIe siècle.

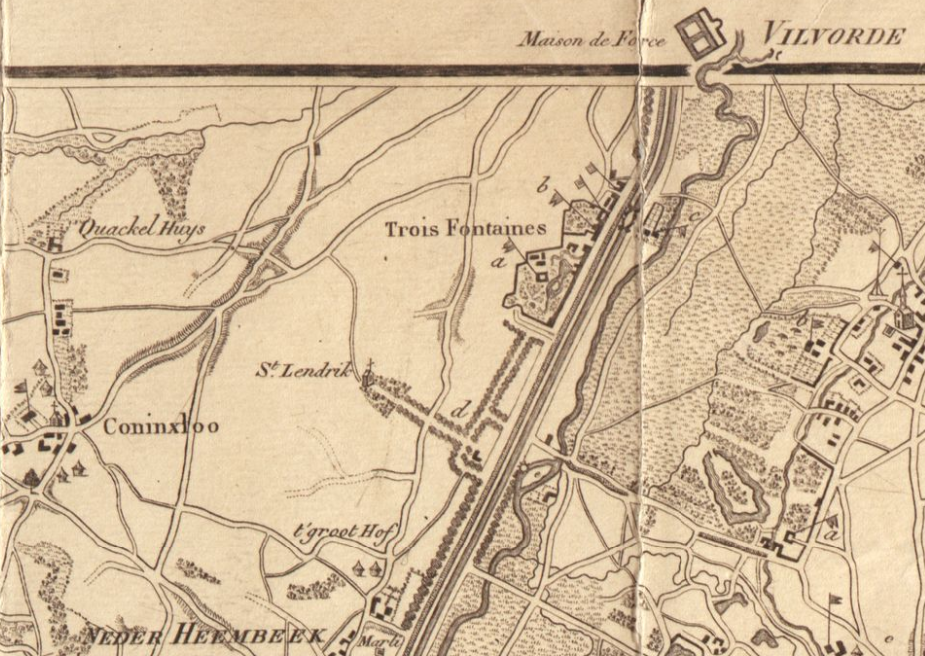
Carte de Bruxelles et de ses environs, à partir de 1810, couper autour de Trois Fontaines et de Moriensart

En 1921, la commune de Neder-Over-Heembeek est annexée par la ville de Bruxelles et, en 1930, le hameau a complètement disparu. La Société Belge de l'azote (SBA), la Compagnie de Gaz et d'électricité et de la Société Métallurgique Hainaut-Sambre, firent construire en 1932, une énorme cokerie sur les terrains vacants : les Cokeries Marly. Les nouvelles usines ont été appelées Marly, comme l'auberge qui était située un kilomètre plus loin au sud sur le canal.
Sa chapelle Saint-Landry historique a été sauvée par Daniël Campion qui l'a déménagée à son domaine des Trois Fontaines  à Vilvorde, à quelques pas de là.

## Bataille de Ransbeek
La localité est célèbre pour la Bataille de Ransbeek. Celle-ce est célèbre car liée à une légende du Manneken-Pis.
C'est une bataille de la guerre de Grimbergen qui désigne un ensemble d'hostilités entre les ducs de Basse Lotharingie et les seigneurs de Grimbergen qui démarre aux alentours de 1141.
Après deux victoires des seigneurs de Grimbergen à Netelare et Vilvorde, les troupes du duc prirent leur revanche et marchèrent sur les terres du Sire de Grimbergen et forcèrent ce dernier à se replier dans sa forteresse après une bataille décisive qui se serait déroulée dans la localité de Ransbeek en 1142 ou en 1147.
D'après la chronique, Arnould Berthout et son fils Gérard moururent durant cette bataille. Cependant, une charte confirmant une donation faite en faveur de l'église de Grimbergen, signée en 1149 par les deux frères Gauthier et Gérard Berthout, et une charte similaire signée en 1167 par Gérard et sa femme, prouvent que ce dernier était encore vivant à cette date.
L'existence de cette bataille est toutefois prouvée par une charte qui s'y réfère, accordée en 1179 par l'Amman, le bourgmestre et les échevins de Bruxelles au profit de la jurande des faiseurs de piques et de harnais.

### Légende du Manneken-Pis
En 1142, lors de la bataille de Ransbeek, le duc de Lotharingie, Godefroid III, était encore un tout jeune enfant au berceau. Pour donner du cœur au ventre à ses partisans, le berceau de l'enfant fut pendu à un chêne sur le champ de bataille. Alors que ses troupes étaient en mauvaise posture, le petit duc se dressa dans son berceau et satisfit un besoin naturel. Ce geste redonna courage à ses troupes qui vinquirent l'ennemi. La fontaine perpétuerait le souvenir de cette victoire. Le nom de la rue du Chêne, au coin de laquelle se trouve la statue, rappellerait l'arbre qui se dressait sur le champ de bataille. Cette légende de Manneken-Pis  s’est élaborée en assimilant l’histoire de Godefroid III déjà rapportée par les ‘Brabantsche  Yeesten’, chroniques du Brabant rédigées au XIVe siècle.

## La noblesse

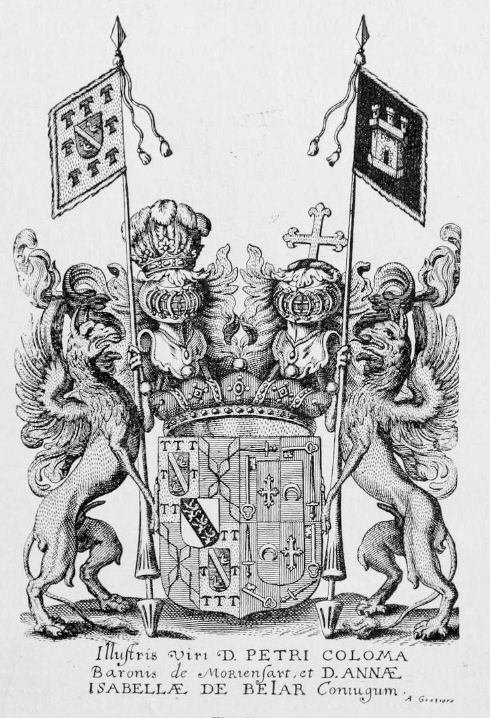
Armes d' alliance de Béjar- de Coloma.

### Les seigneurs et dames de Crayenhove et de Ransbeek
Anna Butkens a été la première Dame de Crayenhove et de Ransbeek. Elle a épousé Jean (Jan) de Bejar, en 1629, sous le roi Philippe IV qui le fait chevalier. Jean de Bejar a été, tout comme son père Blasius de Bejar, bourgmestre de la ville d'Anvers .
- Anna Butkens (1580 - 4 octobre 1625), Dame de Crayenhove et de Ransbeek OO Jean de Bejar (1580-1634), Seigneur de Westacker et Oosthoven
- François de Bejar (1620-?), Seigneur de Westacker, Oosthoven, Crayenhove et de Ransbeek

### Le baron de Moriensart
Le 20 juin 1668, Anna Elisabeth de Bejar, fille de françois de Bejar, est marié avec Pierre de Coloma. Pierre aurait construit sur le site de l'ancienne propriété Crayenhove le château de Moriensart et devint le premier baron de Moriensart.
- Anna Elisabeth de Bejar (1651-1715), Dame de Westacker, Oosthoven, Crayenhove et de Ransbeek OO (1668), Pierre (Peter) de Coloma (1634-1676), baron de Moriensart et Séroux
- Johan Alfons de Coloma (1677-1739), baron de Moriensart et Séroux